# C1orf162
C1orf162 (англ. Chromosome 1 open reading frame 162) – білок, який кодується однойменним геном, розташованим у людей на короткому плечі 1-ї хромосоми.  Довжина поліпептидного ланцюга білка становить 155 амінокислот, а молекулярна маса — 16 886.
| 10         |  | 20         |  | 30         |  | 40         |  | 50         |
| ---------- |  | ---------- |  | ---------- |  | ---------- |  | ---------- |
| MGGNGSTCKP |  | DTERQGTLST |  | AAPTTSPAPC |  | LSNHHNKKHL |  | ILAFCAGVLL |
| TLLLIAFIFL |  | IIKSYRKYRR |  | ERLPISPGPL |  | LRWVPLLSGT |  | MADHSKPQAP |
| DPHSDPPAKL |  | SSIPGESLTY |  | ASTTFKLSEE |  | KSNHLAENHS |  | ADFDPIVYAQ |
| IKVTN      |  |            |  |            |  |            |  |            |

A: Аланін

C: Цистеїн

D: Аспарагінова кислота

E: Глутамінова кислота

F: Фенілаланін

G: Гліцин

H: Гістидин

I: Ізолейцин

K: Лізин

L: Лейцин

M: Метіонін

N: Аспарагін

P: Пролін

Q: Глутамін

R: Аргінін

S: Серин

T: Треонін

V: Валін

W: Триптофан

Кодований геном білок за функцією належить до фосфопротеїнів. 
Задіяний у таких біологічних процесах як поліморфізм, альтернативний сплайсинг. 
Локалізований у мембрані.